# متیوز (کارولینای شمالی)
متیوز (به انگلیسی: Matthews) شهری در ایالت کارولینای شمالی کشور ایالات متحده آمریکا است که جمعیت آن در سرشماری سال ۲۰۱۰ میلادی، ۲۷٬۱۹۸ نفر بوده‌است.